# Курне (село)
Курне́ — село в Україні, центр Курненської сільської громади Житомирського району Житомирської області. Населення становить 622 особи.

## Історія
На території поселення знайдено залишки Трипільської культури (III тис. до н. е.). А поблизу було віднайдено давньоруське городище.
4 листопада 1921 року під час Листопадового рейду через Курне проходила Подільська група (командувач Сергій Чорний) Армії Української Народної Республіки. Тут вона захопила у полон Звягельську ЧК у повному складі. Всіх чекістів було повішено на телеграфних стовпах на шляху Житомир-Звягель.
Колишній орган місцевого самоврядування — Курненська сільська рада.

## Населення
За даними всеукраїнського перепису населення 2001 року у селі мешкало 985 осіб, на 1 січня 2023 року — 622 особи.
Мова
Розподіл населення за рідною мовою за даними перепису 2001 року був наступним:
| українська | 969 | 98,38 |
| російська  | 15  | 1,52  |
| білоруська | 1   | 0,10  |

## Відомі люди
- Козлов Леонід Геннадійович (нар. 29 листопада 1955 р.) - український науковець, доктор технічних наук, професор, завідувач кафедри технологій та автоматизації машинобудування Вінницького національного технічного університету, відмінник освіти України, академік Академії інженерних наук України.

## Вшанування пам'яті
1982 року одна з вулиць села отримала назву на честь генерал-майора танкових військ Потапова Михайла Івановича, командувача 5-ю армією Південно-Західного фронту, війська якої захищали Житомирщину у перші місяці німецько-радянської війни у 1941 році під час стримування наступу німецьких військ на Київ. Протяжність вулиці 1800 м. До присвоєння цього імені Вулиця Потапова назви не мала. На ній розміщені старе приміщення сільської церкви та приватні будинки мешканців села.